# Associação Fonográfica Portuguesa
Associação Fonográfica Portuguesa (с порт. — «Ассоциация производителей фонограмм»; сокращённо AFP) — португальская ассоциация звукозаписывающих компаний, объединяющая основных музыкальных издателей, работающих на португальском рынке, входит в Международную федерацию производителей фонограмм. Её деятельность главным образом связана с борьбой с пиратством, охраной и защитой авторских прав, сбор статистических данных, публикация хит-парадов и сертификации музыкальных произведений.

## Хит-парады
AFP еженедельно публикует два официальных чарта — сингловый и альбомный. Альбомный чарт с 2003 по 2015 годы имел 30 позиций. Сингловый чарт существовал до 1994 года, позже с 2000 по 2004 год. 
С января 2016 года, AFP, вместе с компанией Audiogest и Gfk, стала публиковать два чарта по новым принципам. Альбомный чарт на этот раз включал в себя 50 позиций, а сингловый чарт — из 100 (в январе 2020 года расширен до 200). При подсчётах теперь стали учитываться как «чистые продажи» музыкальных произведений, так и стриминг.

## Сертификации
| Сертификация | 1990—2005 | 2005—2010 | С 2011    |
| ------------ | --------- | --------- | --------- |
| Серебряный   | 10 000    | упразднён | упразднён |
| Золотой      | 20 000    | 10 000    | 7,500     |
| Платиновый   | 40 000    | 20 000    | 15 000    |

| Сертификация | С 2011 | С 2016 |
| ------------ | ------ | ------ |
| Золотой      | 10 000 | 5 000  |
| Платиновый   | 20 000 | 10 000 |

| Сертификация | С 2008 |
| ------------ | ------ |
| Золотой      | 4 000  |
| Платиновый   | 8 000  |